# Боговица
Боговица (на македонска литературна норма: Богојци; на албански: Bogovica) е село в Северна Македония, в община Струга.

## География
Селото е разположено в югозападните поли на планината Караорман.

## История
В XIX век Боговица е албанско село в Охридска каза на Османската империя. В „Етнография на вилаетите Адрианопол, Монастир и Салоника“, издадена в Константинопол в 1878 година и отразяваща статистиката на населението от 1873 година, Боговица (Bogovitza) е посочено като село със 7 домакинства, като жителите му са 29 мюсюлмани.
Според статистиката на Васил Кънчов („Македония. Етнография и статистика“) в 1900 Боговица има 120 жители арнаути мохамедани.
На Етнографската карта на Битолския вилает на Картографския институт в София от 1901 година Богоища е чисто албанско село в Охридската каза на Битолския санджак с 20 къщи.
Според преброяването от 2002 година селото има 170 жители.
| Националност     | Всичко |
| северномакедонци | 0      |
| албанци          | 167    |
| турци            | 0      |
| роми             | 0      |
| власи            | 0      |
| сърби            | 0      |
| бошняци          | 0      |
| други            | 3      |